# Код Харарі
Код Харарі в теорії графів — найбільше з двійкових чисел, отриманих при обробці матриць суміжності.

## Визначення
Нехай дано певний неорієнтований граф. Пронумеруємо його вершини довільним чином і утворимо матрицю суміжності {\displaystyle A}. Оскільки для неорієнтованого графу вона є симетричною, то нам достатньо знати тільки її верхній трикутник {\displaystyle A^{\prime }} (Верхню трикутну матрицю). Запишемо числа з {\displaystyle A^{\prime }} у вигляді двійкового рядка (зліва направо і зверху вниз). Змінюючи нумерацію вершин графу, отримаємо інші двійкові рядки, порівнюючи між собою ці рядки як двійкові числа (тобто по першому біту, якщо вони рівні — по другому і так далі), найбільше із отриманих чисел і називається кодом Харарі, а відповідна йому нумерація вершин графу — канонічною.
Максимальним код Харарі буде у тому випадку, коли в графі присутня найбільша кількість можливих зв'язків виду 1-2, 1-3, 1-4, 1-5, …, 2-3, 2-4, … (де цифри — нумерація вершин графу), тобто якщо індекс {\displaystyle i}-вершини мінімальний, а кількість зв'язків з іншими вершинами (які мають індекс {\displaystyle i+a}, де {\displaystyle a} — натуральне число, при чому {\displaystyle a\rightarrow min}) максимальне, тоді і код Харарі буде максимальним.

## Приклади застосування
Код Харарі доволі широко застосовується у теорії графів, зокрема для перевірки на ізоморфність графів: якщо код Харарі у обидвох графів збігається, значить дані графи — ізоморфні.